# Rallye Dakar 1996
Die Rallye Dakar 1996 (Granada-Dakar) war die 18. Ausgabe der Rallye Dakar. Sie begann am 30. Dezember 1995 in Granada und endete am 14. Januar 1996 in Dakar.
Die Strecke führte über 7.579 km (davon 6.179 Wertungskilometer) durch Spanien, Marokko, Mauretanien, Guinea und Senegal.
An der Rallye nahmen insgesamt 295 Teilnehmer – 106 Autos, 119 Motorräder und 70 LKW teil.

## Endwertung

### PKW
|    | Fahrer               | Fahrzeug                    |
| -- | -------------------- | --------------------------- |
| 1. | Pierre Lartigue      | Citroën                     |
| 2. | Philippe Wambergue   | Citroën                     |
| 3. | Jean-Pierre Fontenay | Mitsubishi Pajero Evolution |

### LKW
|    | Fahrer             | Fahrzeug  |
| -- | ------------------ | --------- |
| 1. | Wiktor Moskowskich | Kamaz     |
| 2. | Karel Loprais      | Tatra 815 |
| 3. | Ladislav Fajtl     | Tatra 815 |

### Motorräder
|    | Fahrer         | Fahrzeug |
| -- | -------------- | -------- |
| 1. | Edi Orioli     | Yamaha   |
| 2. | Jordi Arcarons | KTM      |
| 3. | Carlos Sotelo  | KTM      |